# ヴェーナ
ヴェーナ（ヴェナとも。Vena) は、インド神話において「偉大な王」として登場する人物である。

## プラーナ文献
プラーナ文献によれば、邪悪で不信心な王ヴェーナがヴェーダに定められた犠牲祭も供犠も禁止し、聖仙達から考えを変えるよう説得されても聞き入れなかった。聖仙達は憤怒にかられてヴェーナを殺害した。統治者の不在によって世界は陰気さと暗さに覆われ、飢餓によって多くの人々が死んでいった。聖仙達はヴェーナの遺体の太腿（左腕だとする文献もある）をこすり、ヴェーナの体から全ての邪悪なものを取り去った。そうして清らかになったヴェーナの遺体の右腕をこすると、善良なプリトゥが出現した。この人物は人間の姿をとったヴィシュヌ（アグニだとする文献もある）であった。世界はプリトゥの出現を喜び、彼を新しい王にした。ヴェーナの魂はプリトゥによって地獄から解放されて天界に入ることができた。また、プリトゥが出現した時、天界からヴィシュヌの弓・シャールンガが彼の手へと落ちてきた。
大地の女神ブーミは人間達にはもはや収穫をもたらさないと決めていた。プリトゥが弓矢を大地に打ち込むと、ブーミは牛の姿になって隠れてしまった。プリトゥがブーミを追いかけて捕らえたところ、ブーミは「子牛の乳が与えられたら自分の乳が出てそれを人々が収穫物として食べられる」と話した。プリトゥは牛のマヌ・ヴァイヴァスワタ（またはスヴァヤムブヴァ・マヌ）を作り出した。ブーミがその牛の乳を飲むと、彼女の乳からこんにち我々が口にしている穀物や野菜が生じた。この出来事によってブーミは、彼女の父とみなされるプリトゥの名に由来するプリティヴィーという名で知られるようになった。

## リグ・ヴェーダ
『リグ・ヴェーダ』（10.123）において、ヴェーナは天上界の存在、おそらくは虹の象徴となっている。讃歌の題名もまた、『リグ・ヴェーダ』（9.85）の書き手の名前と同様に「ヴェーナ」(Vena) である。

## ヴェーナに由来する名前
日本にかつてあった海運会社・東日本フェリーが青函航路で運航していたフェリー「びいな」の船名は、このヴェーナの名前に由来していた。